# دولورس، اروگوئه
دولورس، اروگوئه (به اسپانیایی: Dolores) شهری در کشور اروگوئه، استان سوریانو است که جمعیت آن در سرشماری سال ۲۰۰۴ میلادی ۱۵٬۷۵۳ نفر بوده‌است.